# Дамаславек
Дамаславек (пол. Damasławek) — село в Польщі, у гміні Дамаславек Вонґровецького повіту Великопольського воєводства.
Населення — 2101 особа (2011).
У 1975-1998 роках село належало до Пільського воєводства.

## Демографія
Демографічна структура станом на 31 березня 2011 року:
|          | Загалом | Допрацездатний вік | Працездатний вік | Постпрацездатний вік |
| -------- | ------- | ------------------ | ---------------- | -------------------- |
| Чоловіки | 1002    | 212                | 709              | 81                   |
| Жінки    | 1099    | 191                | 687              | 221                  |
| Разом    | 2101    | 403                | 1396             | 302                  |